# ۴۱۳ (پیش از میلاد)
۴۱۳ (پیش از میلاد) ۴۱۳مین سال قبل از تقویم میلادی است.